# Absturz einer C-130J Hercules der United States Air Force nahe Dschalalabad
Beim Absturz einer C-130J Hercules der United States Air Force am 1. Oktober 2015 nahe der afghanischen Stadt Dschalalabad kamen alle elf Insassen an Bord ums Leben. Die Maschine, die auf dem Weg zurück nach Bagram war, stürzte kurz nach dem Start um etwa 00:19 Uhr Ortszeit (19:49 Uhr UTC) ab. Es war der erste Unfall mit der J-Version der Hercules, bei dem Menschen ums Leben kamen. Bei den Insassen handelte es sich neben der sechsköpfigen Besatzung um fünf zivile Arbeitnehmer, die im Rahmen der ISAF-Nachfolgemission Resolute Support in Afghanistan eingesetzt waren. Die Maschine gehörte zur 774th Expeditionary Airlift Squadron im 455th Air Expeditionary Wing, vier Soldaten kamen von der 39th Airlift Squadron der 317th Airlift Group der Dyess Air Force Base, Texas und zwei von der 66th Security Forces Squadron aus Bedford, Massachusetts. Neben den elf Insassen kamen zwei Personen am Boden ums Leben; nach anderen Quellen wurden drei Afghanen am Boden getötet.
Die Taliban behaupten, das Flugzeug abgeschossen zu haben; die Vereinigten Staaten bestreiten das. Augenzeugen wollen den Ausfall eines Triebwerks beobachtet haben.

## Unfallursache
Als Ursache für den Unfall gab die US Air Force im April 2016 eine nicht ordnungsgemäß verstaute Box für die Nachtsichtbrille an, die das Steuerhorn und damit das Höhenruder blockiert hatte. Während das Flugzeug beladen worden war, hatte einer der Piloten das Behältnis so vor das Steuerhorn geklemmt, dass das Höhenruder am Flugzeugheck maximal nach oben klappte, um das Beladen der Maschine mit hohem Ladegut durch die Heckklappe zu erleichtern. Während des Lesens der Checkliste und beim Rollen zur Startbahn fiel dies der Besatzung nicht auf, so dass sie mit dieser Blockierung starteten.
Das Flugzeug ging nach dem Start auf einen Anstellwinkel von 42°, da die Piloten den Anstellwinkel nicht mehr verkleinern konnten, und es kam zum Strömungsabriss. Die Piloten hielten das Verhalten der Maschine fälschlicherweise für eine Fehlfunktion der Trimmung und ergriffen die falschen Maßnahmen zur Behebung der vermeintlichen Ursache, worauf die Maschine auf dem Boden aufschlug. In der Untersuchung wurde festgestellt, dass das Tragen der Brillen beim Start dazu geführt hat, dass die Piloten durch die geringe Auflösung der Brille den Behälter nicht mehr erkennen konnten.